# A lyga 2023
Die A lyga 2023, die einem Sponsorenvertrag zufolge auch Optibet A lyga genannt wird, war die 34. Spielzeit der höchsten litauischen Spielklasse im Männerfußball. Sie begann am 3. März 2023 und endete am 12. November 2023.
Titelverteidiger war FK Žalgiris Vilnius.

## Modus
Die zehn Teams traten an 36 Spieltagen viermal gegen die anderen Teams an, zweimal zu Hause und zweimal auswärts. Der Meister qualifizierte sich für die Champions League 2024/25, der Zweite, Dritte und Pokalsieger für die Conference League. Das Team auf dem letzten Platz stieg direkt ab, das Team auf dem vorletzten Rang spielte in der Relegation gegen den Abstieg.

## Vereine
| Verein              | Stadt       | Stadion                                   | Kapazität |
| ------------------- | ----------- | ----------------------------------------- | --------- |
| FK Panevėžys        | Panevėžys   | Aukštaitija-Stadion                       | 6.600     |
| Sūduva Marijampolė  | Marijampolė | Sūduva-Stadion                            | 6.250     |
| FK Žalgiris Vilnius | Vilnius     | LFF-Stadion                               | 5.422     |
| FK Riteriai         | Vilnius     | LFF-Stadion                               | 5.422     |
| DFK Dainava         | Alytaus     | Alytaus m. stadionas                      | 3.748     |
| FA Šiauliai         | Šiauliai    | Šiaulių savivaldybės stadionas            | 3.430     |
| FC Džiugas Telšiai  | Telšiai     | Zentralstadion Telšiai                    | 3.000     |
| Banga Gargždai      | Gargždai    | Gargždų miesto stadionas                  | 2.323     |
| FK Kauno Žalgiris   | Kaunas      | Prezidento V. Adamkaus VDU sporto centras | 1.200     |
| FC Hegelmann        | Kaunas      | NFA stadionas                             | 1.000     |

## Abschlusstabelle
| Pl. | Verein             | Sp. | S  | U  | N  | Tore    | Diff. | Punkte |
| --- | ------------------ | --- | -- | -- | -- | ------- | ----- | ------ |
| 1.  | FK Panevėžys       | 36  | 26 | 9  | 1  | 064:140 | +50   | 87     |
| 2.  | FK Žalgiris (M, P) | 36  | 23 | 6  | 7  | 067:280 | +39   | 75     |
| 3.  | FA Šiauliai        | 36  | 16 | 14 | 6  | 051:350 | +16   | 62     |
| 4.  | FK Kauno Žalgiris  | 36  | 15 | 14 | 7  | 061:400 | +21   | 59     |
| 5.  | FC Hegelmann       | 36  | 18 | 5  | 13 | 062:430 | +19   | 59     |
| 6.  | FK Banga           | 36  | 10 | 6  | 20 | 022:520 | −30   | 36     |
| 7.  | FK Sūduva          | 36  | 10 | 5  | 21 | 028:600 | −32   | 35     |
| 8.  | DFK Dainava (N)    | 36  | 7  | 10 | 19 | 025:400 | −15   | 31     |
| 9.  | FC Džiugas         | 36  | 4  | 13 | 19 | 025:570 | −32   | 25     |
| 10. | FK Riteriai        | 36  | 5  | 10 | 21 | 026:620 | −36   | 25     |

| (M) | amtierender litauischer Meister     |
| (P) | amtierender litauischer Pokalsieger |
| (N) | Neuaufsteiger                       |

## Kreuztabelle
| Hinrunde (Runden 1–18) | Hinrunde (Runden 1–18) | Hinrunde (Runden 1–18) | Hinrunde (Runden 1–18) | Hinrunde (Runden 1–18) | Hinrunde (Runden 1–18) | Hinrunde (Runden 1–18) | Hinrunde (Runden 1–18) | Hinrunde (Runden 1–18) | Hinrunde (Runden 1–18) | 2023              | Rückrunde (Runden 19–36) | Rückrunde (Runden 19–36) | Rückrunde (Runden 19–36) | Rückrunde (Runden 19–36) | Rückrunde (Runden 19–36) | Rückrunde (Runden 19–36) | Rückrunde (Runden 19–36) | Rückrunde (Runden 19–36) | Rückrunde (Runden 19–36) | Rückrunde (Runden 19–36) |
| ---------------------- | ---------------------- | ---------------------- | ---------------------- | ---------------------- | ---------------------- | ---------------------- | ---------------------- | ---------------------- | ---------------------- | ----------------- | ------------------------ | ------------------------ | ------------------------ | ------------------------ | ------------------------ | ------------------------ | ------------------------ | ------------------------ | ------------------------ | ------------------------ |
| FK Žalgiris            | FK Kauno Žalgiris      | FK Panevėžys           | FC Hegelmann           | FK Riteriai            | FK Sūduva              | FA Šiauliai            | FK Banga               | FC Džiugas Telšiai     | DFK Dainava            | Verein            | FK Žalgiris              | FK Kauno Žalgiris        | FK Panevėžys             | FC Hegelmann             | FK Riteriai              | FK Sūduva                | FA Šiauliai              | FK Banga                 | FC Džiugas Telšiai       | DFK Dainava              |
|                        | 2:1                    | 2:1                    | 1:0                    | 1:0                    | 4:0                    | 2:2                    | 1:0                    | 2:3                    | 0:0                    | FK Žalgiris       |                          | 0:2                      | 1:2                      | 4:0                      | 3:0                      | 4:0                      | 2:2                      | 1:0                      | 4:1                      | 1:0                      |
| 1:1                    |                        | 0:1                    | 4:0                    | 3:1                    | 3:0                    | 0:0                    | 0:0                    | 3:1                    | 1:0                    | FK Kauno Žalgiris | 2:5                      |                          | 1:1                      | 4:2                      | 3:2                      | 1:1                      | 3:2                      | 3:1                      | 0:0                      | 1:1                      |
| 0:0                    | 2:1                    |                        | 1:0                    | 3:1                    | 0:0                    | 3:1                    | 2:0                    | 4:0                    | 0:0                    | FK Panevėžys      | 2:0                      | 3:0                      |                          | 2:2                      | 1:0                      | 2:1                      | 2:0                      | 2:0                      | 0:0                      | 2:0                      |
| 0:1                    | 3:2                    | 2:4                    |                        | 0:1                    | 6:0                    | 2:3                    | 5:0                    | 2:0                    | 3:0                    | FC Hegelmann      | 2:0                      | 1:1                      | 0:0                      |                          | 1:0                      | 2:0                      | 3:1                      | 1:0                      | 1:1                      | 0:0                      |
| 0:2                    | 1:1                    | 0:4                    | 0:4                    |                        | 1:0                    | 0:1                    | 0:0                    | 1:1                    | 0:0                    | FK Riteriai       | 2:6                      | 1:3                      | 0:2                      | 2:3                      |                          | 1:2                      | 0:1                      | 0:1                      | 0:0                      | 1:3                      |
| 2:1                    | 2:4                    | 0:2                    | 2:0                    | 0:0                    |                        | 0:2                    | 0:2                    | 1:0                    | 2:0                    | FK Sūduva         | 0:2                      | 2:6                      | 0:1                      | 0:1                      | 0:3                      |                          | 2:0                      | 1:0                      | 0:0                      | 2:0                      |
| 1:0                    | 1:0                    | 0:0                    | 3:1                    | 1:1                    | 3:0                    |                        | 1:1                    | 2:0                    | 2:0                    | FA Šiauliai       | 0:0                      | 1:1                      | 1:1                      | 1:3                      | 2:0                      | 3:2                      |                          | 3:0                      | 0:1                      | 0:0                      |
| 0:2                    | 0:2                    | 0:4                    | 0:5                    | 1:1                    | 1:0                    | 0:1                    |                        | 2:0                    | 2:1                    | FK Banga          | 1:4                      | 1:1                      | 0:1                      | 0:3                      | 1:2                      | 1:0                      | 1:1                      |                          | 0:1                      | 1:0                      |
| 0:2                    | 0:0                    | 0:3                    | 2:0                    | 1:1                    | 0:2                    | 1:1                    | 1:2                    |                        | 0:1                    | FC Džiugas        | 1:2                      | 0:2                      | 0:3                      | 1:2                      | 2:2                      | 1:1                      | 3:3                      | 0:1                      |                          | 2:1                      |
| 0:2                    | 0:0                    | 0:1                    | 1:0                    | 5:0                    | 2:1                    | 0:0                    | 2:1                    | 2:2                    |                        | DFK Dainava       | 0:2                      | 1:1                      | 1:2                      | 1:2                      | 0:1                      | 1:2                      | 1:2                      | 0:1                      | 1:0                      |                          |

## Relegation
Der Zweitplatzierte der Pirma lyga traf auf den Neuntplatzierten der A lyga. Die Spiele fanden am 18. und 25. November 2023 statt.
|         | Gesamt |            | Hinspiel | Rückspiel |
| ------- | ------ | ---------- | -------- | --------- |
| Be1 NFA | 1:2    | FC Džiugas | 1:1      | 0:1       |

Beide Vereine blieben in ihren jeweiligen Ligen.

## Torschützenliste
| Pl. | Name                | Team                 | Tore |
| --- | ------------------- | -------------------- | ---- |
| 01. | Mathias Oyewusi     | FK Žalgiris Vilnius  | 19   |
| 02. | Filip Dangubić      | FC Hegelmann Litauen | 18   |
| 03. | Ariagner Smith      | FK Panevėžys         | 14   |
| 03. | Eligijus Jankauskas | FA Šiauliai          | 14   |
| 05. | Edvinas Girdvainis  | FK Kauno Žalgiris    | 10   |
| 06. | Daniel Romanovskij  | FA Šiauliai          | 09   |
| 06. | Gratas Sirgedas     | FK Kauno Žalgiris    | 09   |
| 08. | Patrick Popescu     | FC Hegelmann         | 08   |